# Agnès Verdier-Molinié
Pour les articles homonymes, voir Verdier et Molinié.
Agnès Verdier-Molinié, née le 26 décembre 1978 à Talence (Gironde), est une lobbyiste libérale et essayiste médiatique française. Elle dirige depuis 2007 la fondation iFRAP, un think tank « ultra-libéral », qui est inscrit comme représentant d'intérêts privés (ou lobby) auprès de l'Assemblée nationale. Elle est chroniqueuse dans l'émission C dans l'air sur la chaîne de télévision France 5 et est aussi intervenante sur plusieurs chaînes d'information privées.
Diplômée en histoire contemporaine, elle est l'auteur de plusieurs ouvrages prônant des réformes économiques néolibérales.

## Biographie

### Famille
Agnès Verdier-Molinié est née dans une famille de viticulteurs bordelais propriétaires du château Bessan à Tabanac.
Elle est mariée et mère de deux filles.

### Formation
Après ses études secondaires elle étudie l'histoire contemporaine et obtient en 2000 sa maîtrise à l’université Bordeaux-Montaigne (Bordeaux III), puis poursuit ses études à l’Institut français de presse de l'université Panthéon-Assas,,. Portant un intérêt au journalisme d'enquête, elle effectue un stage à L’Express sous la direction de Christophe Barbier puis un autre stage au Canard Enchaîné pour rédiger son mémoire de maîtrise qui porte sur le traitement par Le Canard enchaîné des scandales politico-financiers sous Georges Pompidou,. Elle commence sa carrière de journaliste en tant que pigiste pour plusieurs journaux nationaux.

### Du journalisme d'enquête au lobbying libéral
En 2002, elle rejoint le think tank Fondation pour la recherche sur les administrations et les politiques publiques (iFRAP) dirigé par Bernard Zimmern, enregistré comme lobby à l'Assemblée nationale,. Le laboratoire d'idées est considéré comme « ultra-libéral »,,,. Elle est présentée par Midi Libre comme économiquement « très libérale »
Considérant Bernard Zimmern comme son « parrain intellectuel », elle occupe d’abord le poste de chargée d’études, puis de responsable des relations institutionnelles. En 2004, elle bénéficie de la bourse Tocqueville et se rend un mois à Washington pour se familiariser aux méthodes des think tanks américains, notamment les deux think tanks conservateurs : le Cato Institute et la Heritage Foundation,.
En 2007, elle devient la directrice de l'iFRAP, dont elle est depuis la figure emblématique sur les plateaux de télévision et dans la presse. Parmi les mesures principales proposées par ce think tank et défendues par Agnès Verdier-Molinié, on trouve l’augmentation de l’âge du départ à la retraite, un référendum sur la fin du statut de la fonction publique, la fin des 35 heures, l'adoption de baisses massives des dépenses publiques et des impôts. Un portrait de la jeune femme, réalisé par Marc Landré, la présente comme un « gourou libéral » incontournable dans le paysage médiatique et politique français, la décrivant comme « une Éric Zemmour en tailleur, en moins professorale mais tout aussi clivante ». Le journaliste présente ainsi à son sujet les propos d'Éric Heyer, directeur du département analyse et prévision de l'Observatoire français des conjonctures économiques (OFCE) qui affirme d'elle que « même si elle a des raisonnements construits, elle peut dire n'importe quoi pour faire passer ses idées. Elle refuse la confrontation avec ses pairs dans des colloques internationaux ou des revues scientifiques pour débattre de ses résultats ». Dans le même portrait, Amélie de Montchalin, première vice-présidente du groupe LaREM à l'Assemblée nationale, la présente comme une personne qui « alimente une forme de populisme et pollue le débat public avec des idées simplistes qui ne servent pas l'intérêt général ». Pour l'entrepreneur Mathieu Laine au contraire, Agnès Verdier-Molinié « incarne la réforme d'un État qui doit sortir de son obésité ». Son livre En marche vers l'immobilisme s'est vendu entre fin septembre et décembre 2018 à 27 000 exemplaires.
De 2008 à 2010, Agnès Verdier-Molinié est membre du Conseil pour la diffusion de la culture économique (CODICE), sur décision prise par la ministre de l'Économie, Christine Lagarde.

## Idées et positions défendues

### Réduction des dépenses publiques
Agnès Verdier-Molinié fait partie des personnes que le magazine L'Expansion présente en 2015 comme les « nouveaux libéraux ».
En 2011, dans son essai Les Fonctionnaires contre l’État abordant la question des coûts liés au service public, elle revient sur les disparités de revenus entre public et privé, sur les salaires élevés de certains hauts fonctionnaires, et compare ces données aux États voisins pour démontrer, selon elle, des incohérences de la politique budgétaire publique en France. Dans son ouvrage 60 milliards d'économies (2013), elle prescrit pèle-mêle des mesures telles que le retour aux 39 heures, la décentralisation du ministère de  l’Éducation nationale, l’arrêt des subventions aux Fracs, la fin du monopole de SNCF Infrastructure. Elle prétend que cela permettrait de réaliser 60 milliards d’euros d’économie chaque année. Elle compare ainsi la fonction publique à une aristocratie nouvelle. Agnès Verdier-Molinié déclare que le gouvernement devrait s'inspirer du modèle allemand pour réformer le système de santé, et en particulier déléguer aux régions, comme dans ce pays, la gestion des hôpitaux publics. Elle affirme que « l’Allemagne dépense 11 milliards de moins que nous sur le volet hospitalier et son réseau de médecine de ville est beaucoup plus solide avec 6 milliards de dépenses supplémentaires par an ». Selon l'association de gauche Acrimed, elle prônait systématiquement une réduction drastique des dépenses dans les hôpitaux publics en France avant la crise sanitaire du coronavirus SARS-CoV-2.

### Le redressement par la dérégulation et la privatisation
Dans son livre On va dans le mur... (2015), elle évoque les pertes d’emploi dans le secteur privé, le niveau élevé des taxes sur la production, l’absentéisme chez les fonctionnaires notamment des collectivités locales, le nombre d’élus en France, le chômage chez les jeunes. Selon elle, ces données structurelles causent un engluement massif de l'économie française par rapport à ses voisins et concurrents ayant dérégulé plus avant le marché du travail, notamment l'Allemagne.
Dans son essai Ce que doit faire le (prochain) président publié en janvier 2017, elle propose neuf lois à adopter avant la fin 2018, dont une pour instaurer la liberté de choix de l'assurance maladie. Elle affirme que l’allègement fiscal permet la rétention des capitaux dans le pays, la productivité et l’emploi, et propose une réduction des aides sociales. Elle met également en avant la part de responsabilité des syndicats dans le blocage français, qui, selon elle, « font de la politique ».
Dans une étude publiée par son institut sur le palmarès des villes gui gèrent le mieux leur budget, elle critique l'endettement de la ville de Nice. Dans une lettre publique publiée sur le site du Point, le directeur général des services de la métropole répond : « Dans un récent classement publié par Le Figaro, Nice était classée d'ailleurs comme la 2e ville de France (après Sète) pour sa plus forte baisse d'impôt depuis 2014. Cette performance, l'iFrap ne le mentionne pas. Cette étude n'a comme seul objectif que de nuire à ceux qui font le choix du service public plutôt que de confier leurs compétences à de grands groupes privés dont l'iFrap est manifestement la meilleure agence de lobbying. »

## Polémique sur son statut
Étienne Girard, dans un article publié dans le magazine Marianne, dénonce la volonté d'Agnès Verdier-Molinié de se faire passer dans les médias pour une « chercheuse » ou une « experte », du fait de l'intitulé de sa fonction au sein du think tank qu'elle dirige. Ainsi, cet institut entretient la confusion sur sa nature réelle, à savoir un groupe d'influence politique et non un institut de recherche produisant des publications scientifiques. En effet, selon lui, les publications de son institut ne s'inscrivent pas dans une démarche scientifique, impliquant publications dans des revues à comités de lecture et examen par les pairs de la discipline. Elle-même ne détient aucun diplôme universitaire en sciences économiques, finance, gestion ou droit public. Invitée fréquemment dans différentes émissions télévisées, magazines économiques, ainsi que des magazines de droite ou d'extrême droite (Le Figaro, L’Express, L’Opinion, Le Point, Atlantico et Valeurs actuelles), elle refuse cependant d'être considérée comme une « militante libérale ». Elle aurait notamment refusé – selon ses dires – d'entrer dans un cabinet ministériel sous la présidence de Nicolas Sarkozy, bien qu'elle soit par ailleurs encensée par de nombreuses figures de la droite républicaine, comme Valérie Pécresse, qui voit en elle un « Jiminy Cricket » de la droite libérale. En réponse à l'article, le think tank a publié un droit de réponse signalant notamment qu'il est, depuis décembre 2017, inscrit sur le registre des représentants d’intérêts au Parlement publié par la Haute Autorité pour la transparence de la vie publique (HATVP).

## Prix et reconnaissances
- 2010 : Personnalité think tank de l’année par l’Observatoire français des think tanks[31]
- 2013 : 63e dans le classement « Vos 100 Françaises les plus influentes en 2013 » réalisé par le magazine Slate[32]
- 2014 : Prix Renaissance de l'économie 2014[33], remis par Alain Mathieu, président d'honneur de Contribuables associés
- 2018 : Prix de littérature politique Edgar Faure[34]

## Publications
- La mondialisation va-t-elle nous tuer ?, Paris, Jean-Claude Lattès, coll. « Idées fausses, vraies réponses », 2008, 162 p. (ISBN 978-2-7096-2924-9, BNF 41200626)
- Les Fonctionnaires contre l'État, Paris, Albin Michel, 2011, 201 p. (ISBN 978-2-226-21924-4, BNF 42369383)
- Soixante milliards d'économies !, Paris, Albin Michel, 2013, 237 p. (ISBN 978-2-226-24544-1, BNF 43550184)
- On va dans le mur…, Paris, Albin Michel, 2015, 269 p. (ISBN 978-2-226-31270-9, BNF 44279608)
- Ce que doit faire le (prochain) président, Paris, Albin Michel, 2017
- En marche vers l'immobilisme, Paris, Albin Michel, 2018, qui a obtenu le  prix de littérature politique Edgar-Faure en 2018
- La France peut-elle tenir encore longtemps ?, Paris, Albin Michel, 2021, 304 p. (ISBN 2226448438)
- Le Vrai État de la France, Paris, L'Observatoire, 2022, 220 p. (ISBN 979-10-329-2364-1)
- Où va notre argent ? Des dépenses qui explosent, des services publics qui s'effondrent : le scandale français, Paris, L'Observatoire, 2023, 240 p.  (ISBN 979-10-329-2605-5)